# Rudolf Hraby
Rudolf Hraby, auch Hrabý, (* 8. April 1872 in Sušice; † 6. November 1934 in Köln) war ein deutsch-tschechischer Bühnenmaler und Bühnenbildner.

1913

## Werdegang
Hraby erhielt seine Ausbildung in Wiener Theaterateliers und wanderte um 1902 nach Deutschland aus. Er nahm eine Stelle als Bühnenmaler an dem neu eröffneten Kölner Opernhaus an, das die modernste Bühnenmaschinerie Deutschlands besaß.
Um 1910 nahm er die deutsche Staatsbürgerschaft an.
Unter dem Intendanten Fritz Rémond avancierte er 1911 zum Ausstattungsleiter und gestaltete bis 1928 alle Bühnenbilder am Kölner Opernhaus. Das Haus war berühmt für opulente Ausstattungen, wo Hraby z. B. für Die Afrikanerin von Meyerbeer einen kompletten Dreimaster auf die Bühne stellte.
Nach dem Ersten Weltkrieg äußerte u. a. Theaterwissenschaftler Carl Niessen Befremden über die beim Publikum immens beliebten Bühnenbilder Hrabys und bezeichnete sie als „kitschige Zigarettensammelbildchen“. Nichtsdestotrotz entwarf Hraby auch zunehmend Bühnenbilder für das Kölner Schauspielhaus in der Glockengasse, unter anderem für Faust 1 und Faust 2. Weiterhin entwarf er Festwagen für die Kölner Rosenmontagszüge.
1927 feierte er sein 25-jähriges Dienstjubiläum an der Kölner Oper. Mit dem Intendantenwechsel 1928 trat er in den Ruhestand ein, übernahm aber noch bis zu seinem Tode im Jahre 1934 die Ausstattungen für die Divertissementchen des Kölner Männer-Gesang-Vereins in der Wolkenburg. 
Hraby starb im Alter von 62 Jahren im St. Elisabeth-Krankenhaus Köln-Hohenlind. Er war verheiratet mit Julia Josefa geborene Rybacek.